# 乙酸镥
乙酸镥是镥的乙酸盐，化学式为Lu(CH3COO)3。

## 制备
乙酸镥可由氧化镥和气态乙酸或50%乙酸溶液反应得到。

## 性质
乙酸镥和氟化铵反应，生成氟化镥：
Lu(CH3COO)3 + 3 NH4F → LuF3 + 3 CH3COONH4
氟硼酸盐（如[BMIM]BF4）水解生成的F−
也能与Lu3+
产生沉淀。
和磷酸反应，生成磷酸镥：
Lu(CH3COO)3 + H3PO4 → LuPO4 + 3 CH3COOH